# Striježevica (Bośnia i Hercegowina)
Striježevica (cyr. Стријежевица) – wieś w Bośni i Hercegowinie, w Republice Serbskiej, w mieście Doboj. W 2013 roku liczyła 433 mieszkańców.